# 馬修羅
馬修羅（英文：Marshall Law, 1983年3月13日—），原名鄭凱中，台灣導演。

## 生平
1983年出生於台灣台北市，1997年前往加拿大溫哥華接受中學教育，並於2004年入選就讀美國藝術中心設計學院電影系；畢業後考取美國夢工廠助理製片工作，參與電影《變形金剛》的製作；2009年重返母校攻讀廣電研究所，2012年以首部編導劇情短片《巫毒熊》獲得美國學院艾美獎，成為亞洲第一位拿下該獎項的導演；2013年返回亞洲發展，現今全面致力於華語戲劇與電影的質量創作。

## 作品

### 導演

#### 電影
- 2012年《巫毒熊》(短片)
- 2016年《不倒翁的誘惑》(短片)
- 2018年《好手好腳》(短片)

### 副導演
- 2010年 電影短片《嫉妒點》
- 2013年 電影短片《控制者》(兼台灣組執行導演)

### 編劇
- 2012年《巫毒熊》
- 2016年《不倒翁的誘惑》
- 2018年《好手好腳》

### 攝影集
- 2022年《三十怪奇》
- 2023年《真・躁鬱無影手》
- 2024年《野貓》
- 2025年《Flow With Leica》

## 獎項
| 年份   | 作品                | 獎項                                     | 結果                                                          |
| ------ | ------------------- | ---------------------------------------- | ------------------------------------------------------------- |
| 2007年 | 《ECA Dominos》     | 第三十屆美國泰利電視獎                   | 經典金獎                                                      |
| 2010年 | 《Valentine's Day》 | 第四十三屆美國休士頓國際影視展           | 廣告類白金雷米獎                                              |
| 2011年 | 《Fit for Action》  | 第五十屆美國廣告協會艾迪獎               | 全國決賽入圍                                                  |
| 2012年 | 《巫毒熊》          | 第三十三屆美國學院艾美獎                 | 年度最佳廣告 (註：原為學生短片，因收購而最終以廣告版本公開。) |
| 2016年 | 《不倒翁的誘惑》    | 第二屆加拿大短片電影節                   | 決賽入選                                                      |
| 2016年 | 《不倒翁的誘惑》    | 第六屆英國溫徹斯特短片電影節             | 決賽入選                                                      |
| 2016年 | 《不倒翁的誘惑》    | 第十屆波蘭世界獨立短片影展               | 決賽入選                                                      |
| 2016年 | 《不倒翁的誘惑》    | 第一屆墨西哥國際作者電影節               | 官方入選                                                      |
| 2016年 | 《不倒翁的誘惑》    | 第十一屆印尼峇里國際影展                 | 官方入選                                                      |
| 2016年 | 《不倒翁的誘惑》    | 第二屆南非捷獅獎暨國際影展               | 正式競賽                                                      |
| 2016年 | 《不倒翁的誘惑》    | 第四屆美國帕莎迪娜國際影展               | 正式競賽                                                      |
| 2016年 | 《不倒翁的誘惑》    | 第五屆愛爾蘭絲綢之路電影節               | 正式競賽                                                      |
| 2016年 | 《不倒翁的誘惑》    | 第六屆愛爾蘭都柏林國際短片與音樂節       | 正式競賽                                                      |
| 2016年 | 《不倒翁的誘惑》    | 第十屆美國費城獨立電影節                 | 正式競賽                                                      |
| 2016年 | 《不倒翁的誘惑》    | 第十二屆美國奧蘭多影展                   | 正式競賽                                                      |
| 2016年 | 《不倒翁的誘惑》    | 第十四屆美國舊金山獨立節「腦袋開花」影展 | 正式競賽                                                      |
| 2016年 | 《不倒翁的誘惑》    | 第十六屆台灣城市遊牧影展                 | 正式競賽                                                      |
| 2016年 | 《不倒翁的誘惑》    | 第二十五屆美國聖路易國際影展             | 正式競賽 (註：奧斯卡資格認證競賽。)                           |
| 2016年 | 《不倒翁的誘惑》    | 第二十六屆美國亞利桑那國際影展           | 正式競賽                                                      |
| 2016年 | 《不倒翁的誘惑》    | 第六屆西班牙馬德里國際影展               | 入圍最佳外語短片劇本、最佳外語男配角、最佳音效設計。          |
| 2016年 | 《不倒翁的誘惑》    | 第十五屆瑞士Shnit國際短片電影節          | 中華區入圍                                                    |
| 2016年 | 《不倒翁的誘惑》    | 第五十九屆美國羅徹斯特國際影展           | 榮譽表揚獎                                                    |
| 2018年 | 《好手好腳》        | 第三屆北美華人導演短片展                 | 半決賽入選                                                    |
| 2018年 | 《好手好腳》        | 第十九屆美國聖地牙哥亞洲電影節           | 正式競賽                                                      |
| 2018年 | 《好手好腳》        | 第二十八屆澳洲Flickerfest國際短片影展    | 正式競賽 (註：奧斯卡資格認證競賽。)                           |
| 2024年 | 《三十怪奇》Hearty  | 第十八屆巴黎PX3攝影大賽                  | 榮譽表揚獎                                                    |

## 外部連結
- 臺灣電影網 - 電影工作者[永久]
- 馬修羅在互联网电影资料库（IMDb）上的資料（英文）